# Ali Eren İyican
Ali Eren İyican (* 26. Juni 1999 in Mersin) ist ein türkischer Fußballspieler.
İyican ist hauptsächlich linker Verteidiger, spielt als Nebenposition jedoch auch als Innenverteidiger oder im linken Mittelfeld.
İyican ist 1,75 m groß und Linksfüßer.

## Karriere
İyican startete seine Profikarriere in der Saison 2017/18 durch einen Wechsel aus der U-21-Mannschaft von Ankaraspor in dessen erste Mannschaft.
In der Saison 2020/21 wechselte İyican von Ankaraspor zu Antalyaspor; die Ablösesumme ist unbekannt.
In der darauffolgenden Saison wechselte İyican ablösefrei zu Bodrumspor, wo er nach wie vor unter Vertrag steht.